# 吉江一行
吉江 一行（よしえ かずゆき、生年不明 - 1945年10月3日） は、日本の元アマチュア野球選手。早稲田大学野球部で外野手として活躍した人物である。福島県出身。

## 来歴・人物
磐城中学（現・福島県立磐城高等学校）から1941年早稲田大学に入学、翌1942年より東京六大学リーグ戦に出場した。
1943年10月16日には出陣学徒壮行早慶戦（最後の早慶戦と呼ばれる試合）に5番・中堅手として出場し、10-1の勝利に貢献した。翌1944年に笠原和夫の後を受けて、第35代早稲田大学野球部主将に就任。既に戦争の激化のため野球の試合は行われなくなっていたが、元監督飛田穂洲は「戦争が終わると必ず野球は復活する」との信念の下、当時のマネージャーだった相田暢一に野球用具の管理を任せていた。その相田が1943年12月10日に応召されたため、相田より用具の管理を引き継いだ。空襲警報が鳴ると、合宿所に残る松尾禎三マネージャーら数人の部員たちと手分けをしてバットやボールを敷地内の防空壕に運び込み、警報解除とともに、今度は部員たちの手渡しで用具を倉庫に戻す重労働を繰り返した。また、晴れた日には湿気を取るための虫干しも行っていたと伝わっている。これらの野球用具は、終戦後間もない1945年11月18日に神宮球場で行われた、戦後初の野球試合である全早慶戦（現役・OB混合）で使用された。
しかし、程なくして吉江も応召され、戦地に赴いた。戦場で病を患い復員はできたものの、1945年10月3日に日本で戦病死。20代前半の短い生涯を終えた。死没地は復員先の長崎県佐世保市とも、故郷の福島県とも言われている。
東京ドーム内の野球殿堂博物館にある戦没野球人モニュメントに、彼の名前が刻まれている。